# Peter Artedi

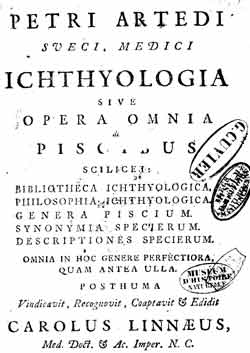

Peter Artedi (ur. 22 lutego 1705, zm. 27 września 1735 w Amsterdamie) – szwedzki przyrodnik zwany „ojcem ichtiologii”.
Artedi urodził się w prowincji Ångermanland. Zamierzając zostać duchownym, w 1724 wstąpił na Uniwersytet w Uppsali, aby studiować teologię, ale w czasie studiów zainteresował się medycyną i historią naturalną, zwłaszcza ichtiologią. W 1728 zaprzyjaźnił się z Karolem Linneuszem, który przyjechał do Uppsali. W 1732 Artedi wyjechał do Anglii, a Linneusz do Laponii – przed wyjazdem powierzyli sobie wzajemnie swoje prace, w razie śmierci któregoś z nich.
Artedi stracił życie (utonął) w Amsterdamie, w wieku zaledwie 30 lat, w czasie gdy był zaangażowany w katalogowanie zbiorów Alberta Seby, bogatego kupca holenderskiego, który stworzył prawdopodobnie najbogatsze muzeum w owym czasie. Wszystkie manuskrypty Artediego zostały przesłane do Linneusza – Bibliotheca Ichthyologica i Philosophia Ichthyologica, wraz z opisem życia autora, zostały opublikowane w Lejdzie w 1738.